# Peterbilt 379
Le Peterbilt 379 est un modèle de camions fabriqué par la division Peterbilt de PACCAR de 1987 à 2007. Remplaçant le 359, le 379 est un camion à cabine conventionnelle configuré principalement pour une utilisation sur route, produit phare de la société Peterbilt. Pendant une grande partie de sa production, le 379 était populaire parmi les routiers américains travaillant à leurs comptes. Avec son principal rival, le Kenworth W900, le 379 sert de référence pour la personnalisation des camions.
Après son arrêt en 2007, le 379 a été remplacé par le Peterbilt 389, qui se distingue par des faisceaux de phares ovales et un capot plus long. Pour commémorer la fin de la production, les 1000 derniers exemplaires du 379 ont été désignés comme Legacy Class 379.

## Dans la culture populaire

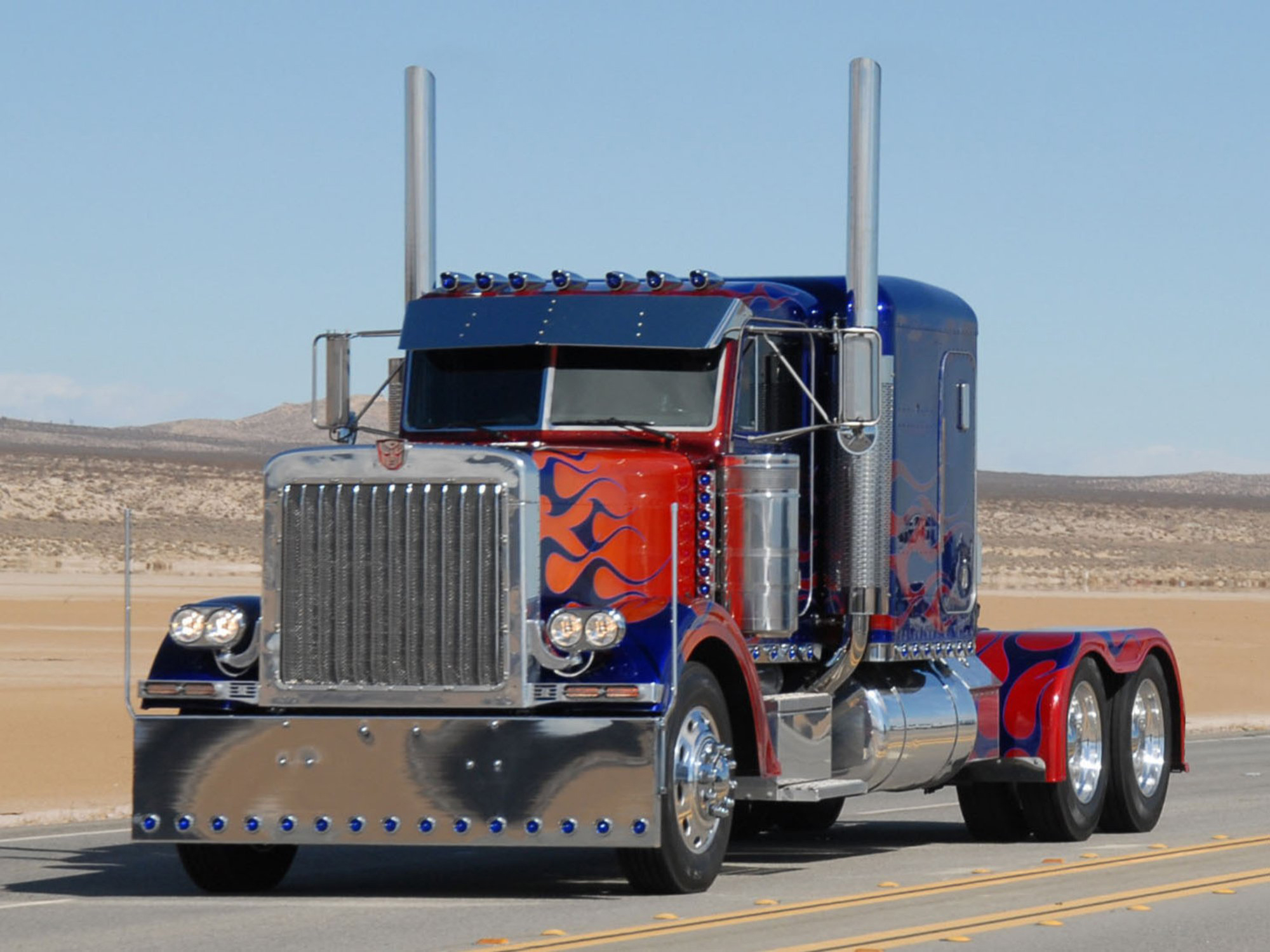
Un 379 personnalisé pour ressembler à Optimus Prime

Un Peterbilt 379 a été utilisé pour représenter le personnage de film Optimus Prime dans Transformers, Revenge of the Fallen et Dark of the Moon.